# نیروی دلتا ۲: اتصال کلمبیا
نیروی دلتا ۲: اتصال کلمبیا (انگلیسی: Delta Force 2: The Colombian Connection) فیلمی در ژانر اکشن به کارگردانی آرون نوریس است که در سال ۱۹۹۰ منتشر شد.

## بازیگران
- چاک نوریس
- بیلی دراگو
- جان پی. رایان
- ریچارد جاکل
- پل پری
- مارک مارگولیس